# Malincourt
Malincourt és un municipi francès, situat a la regió dels Alts de França, al departament del Nord. L'any 2006 tenia 495 habitants. Limita al nord amb Walincourt-Selvigny, al nord-est amb Dehéries, a l'est amb Élincourt, al sud-est amb Serain, al sud amb Beaurevoir, al sud-oest amb Villers-Outréaux i al nord-oest amb Crèvecœur-sur-l'Escaut.

## Demografia
| 1962                                       | 1968 | 1975 | 1982 | 1990 | 1999 | 2006 |
| ------------------------------------------ | ---- | ---- | ---- | ---- | ---- | ---- |
| 589                                        | 604  | 555  | 506  | 527  | 496  | 495  |
| Des de 1962: població sense dobles comptes |      |      |      |      |      |      |

## Administració
| Període | Identitat    | Partit |
| ------- | ------------ | ------ |
| 2001-   | Marc Plateau |        |